# Sören Tallhem
Sören Tallhem (Sören Lennart Joakim Tallhem; * 16. Februar 1964 in Stockholm) ist ein ehemaliger schwedischer Kugelstoßer.
Bei den Olympischen Spielen 1984 in Los Angeles wurde er Siebter.
1990 wurde er Elfter bei den Leichtathletik-Halleneuropameisterschaften in Glasgow, 1991 schied er bei den Leichtathletik-Weltmeisterschaften in Tokio in der Qualifikation aus, und 1992 wurde er Zwölfter bei den Olympischen Spielen in Barcelona.
Bei den Leichtathletik-Europameisterschaften schied er 1994 in Helsinki und 1998 in Budapest in der Vorrunde aus.
Siebenmal wurde er Schwedischer Meister (1985, 1989, 1991, 1992, 1994, 1997, 1998) und fünfmal Schwedischer Hallenmeister (1990–1992, 1998, 1999). Für die Brigham Young University startend wurde er 1985 NCAA-Hallenmeister.

## Persönliche Bestleistungen
- Kugelstoßen: 20,91 m, 1. Juni 1985, Austin
  - Halle: 21,24 m, 9. März 1985, Syracuse (nationaler Rekord)